# Dinosaur (Theory of a Deadman)
Dinosaur è l'ottavo album in studio del gruppo hard rock statunitense Theory of a Deadman. Pubblicato il 17 marzo 2023, l'album è stato prodotto da Martin Terefe.

## Tracce
1. Dinosaur – 3:48 (Christine Fox, Dave Brenner, Dean Back, Joe Dandeneau, Tyler Connolly)
2. Medusa (Stone) – 3:40
3. Sick – 3:22
4. Two of Us (Stuck) – 3:32 (C. Connolly, T. Connolly, William Salter)
5. Ambulance – 3:28 (C. Fox, T. Connolly)
6. Sideways – 3:29
7. Get in Line – 3:18
8. Head in the Clouds – 3:30
9. Hearts Too Wild – 3:35 (T. Connolly, Brenner, Back, Dandeneau, C. Fox)
10. Summer Song – 2:33

## Formazione
- Tyler Connolly – voce, chitarra, pianoforte
- Dave Brenner – chitarra, cori
- Dean Back – basso, cori
- Joey Dandeneau – batteria, cori

## Classifiche
| Classifica  | Posizione massima |
| ----------- | ----------------- |
| Regno Unito | 29                |
| Scozia      | 49                |